# Gene Quill

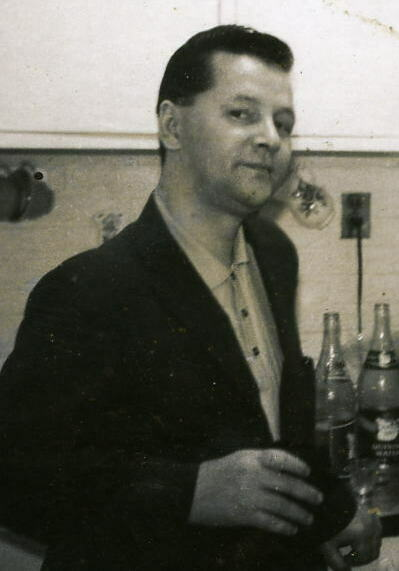
Gene Quill, 1963

Daniel Eugene „Gene“ Quill (* 15. Dezember 1927 in Atlantic City; † 8. Dezember 1988) war ein US-amerikanischer Jazz-Altsaxophonist und Klarinettist. Er spielte mit unter anderem Phil Woods.

## Leben und Wirken
Gene Quill wurde mit dreizehn Jahren Berufsmusiker und arbeitete zunächst bei Jerry Wald, Art Mooney, Buddy DeFranco, später bei Claude Thornhill, Gene Krupa,  Dan Terry und Quincy Jones (This Is How I Feel About Jazz). 1957 spielte er auf einem Album von John Coltrane mit und leitete mit Phil Woods eine Formation namens Phil and Quill, in der sie mit verschiedenen Begleitmusikern in New Yorker Nachtclubs auftraten. 1957 wirkte er an dem Album A Swinging Introduction to Jimmy Knepper mit. Danach arbeitete er bei Johnny Richards und Nat Pierce. Zu Beginn der 1960er-Jahre spielte er in der Gerry Mulligan Concert Jazz Band und tourte mit seiner Band durch Europa, danach spielte er als freischaffender Musiker in New York. Ab 1966 hatte Quill auch ein eigenes Quartett. Er nahm außerdem Platten mit Mundell Lowe, Jimmy Knepper, Quincy Jones, Manny Albam, Bill Potts, Michel Legrand sowie mit Billie Holiday auf. Schließlich musste er krankheitsbedingt seine Karriere abbrechen.

## Diskografische Hinweise
- Jazzville 56, Vol. 1 - Charlie Rouse-Julius Watkins Quintet/Gene Quill-Dick Sherman (Dawn, 1956)
- Gene Quill, Hank Jones Quartet: Rhythm Plus One (Epic, Fresh Sound, 1956)[2]
- Gene Quill All Stars: Three Bones and a Quill (Roost/Fresh Sound, 1958) mit Jimmy Cleveland, Frank Rehak, Hank Jones, Nat Pierce, Whitey Mitchell, Charli Persip